# Grabów Zaleśny
Grabów Zaleśnyw (prononciation : [ˈɡrabuf zaˈlɛɕnɨ]) est un village polonais de la gmina de Grabów nad Pilicą dans le powiat de Kozienice de la voïvodie de Mazovie dans le centre-est de la Pologne.
Il se situe à environ 3 kilomètres au nord de Grabów nad Pilicą (siège de la gmina), 31 kilomètres au nord-ouest de Kozienice (siège du powiat) et à 54 kilomètres au sud de Varsovie (capitale de la Pologne).
Le village possède approximativement une population de 50 habitants en 2006.

## Histoire
De 1975 à 1998, le village appartenait administrativement à la voïvodie de Radom.